# Vách đá Bouldnor và Hamstead
Vách đá Bouldnor và Hamstead (tiếng Anh: Bouldnor and Hamstead Cliffs) rộng 95,7 ha là một khu vực được quan tâm khoa học đặc biệt nằm ở phía đông bắc của Yarmouth. Địa điểm đã được thông báo vào năm 1951 cho cả lợi ích sinh học và địa chất.